# 2 Mai
2 Mai – wieś w Rumunii, w okręgu Konstanca, w gminie Limanu. W 2011 roku liczyła 2848 mieszkańców.